# Acanthovalva capensis
'Acanthovalva capensis' es una especie de polilla perteneciente a la familia Geometridae, descrita por primera vez por Martin Krüger en 2001. Tiene distribución muy puntual y localizada en Sudáfrica.